# Marc Mummi
Marc Mummi (en llatí: Marcus Mummius) era un magistrat romà del segle i aC.
Va ser pretor l'any 70 aC i en el període d'exercici del càrrec, va presidir el judici contra Verres celebrat aquest any.